# Лопатин, Александр Григорьевич
Александр Григорьевич Лопатин (1818—1890) — смоленский губернатор в 1871—1880 годах, почётный гражданин Смоленска (1880).

## Биография
Родился 23 апреля 1818 года в деревне Сергеевское Торопецкого уезда Псковской губернии (ныне — Торопецкий район Тверской области) в дворянской семье. Получил домашнее образование.
С 1835 года — на службе в армии. Служил унтер-офицером лейб-гвардии Преображенского полка, затем прапорщиком лейб-гвардии Волынского полка. Позднее получил офицерский чин и продолжил службу на различных командных должностях.
В 1847 году в чине капитана по состоянию здоровья уволился из армии и стал служить в государственном подвижном ополчении. После окончания Крымской войны в 1855 году в чине подполковника он окончательно ушёл с военной службы.
С 1 июля 1861 года надворный советник Лопатин был мировым посредником по Торопецкому уезду. Принимал активное участие в проведении крестьянской реформы Александра II в уезде, проверял, утверждал и вёл уставные грамоты, рассматривал жалобы на помещиков, образовывал органы общинного самоуправления крестьян. В декабре 1868 года Лопатин был переведён на службу в Министерство юстиции, был прокурором Киевской губернии.
17 июля 1871 года действительный статский советник Лопатин был назначен Смоленским губернатором. Время его руководства губернией — время подъёма промышленности, финансовой сферы, торговли, образования, здравоохранения и культуры. Именно при нём в массовом порядке стало развиваться частное предпринимательство, появились женская и мужская гимназии, стала издаваться постоянная газета «Смоленский вестник». Под руководством Лопатина был благоустроен центральный парк города, который позднее был назван в его честь (в советское время назывался Парк культуры и отдыха, ныне снова называется «Лопатинский сад»). Лопатин стал одним из инициаторов установки в городе памятника Глинке.
Активно занимался благотворительностью. В 1872 году при его непосредственном участии было создано общество, собиравшее деньги для оказания помощи нуждающимся жителям губернии. Лопатин первым сделал крупный взнос в это общество. Были открыты приюты, школы, народные чайные и многие другие важные объекты социальной сферы.
3 марта 1880 года Лопатин по состоянию здоровья вышел в отставку с поста Смоленского губернатора. 23 марта 1880 года Городская дума Смоленска составила ходатайство к императору Александру II о присвоении Лопатину звания почётного гражданина Смоленска. 29 сентября того же года постановление императором было одобрено и утверждено. Помимо Смоленска, своим почётным гражданином Лопатина избрали Гжатск (ныне — Гагарин), Красный, Дорогобуж, Поречье, Рославль, Юхнов (1880).
Проживал в родовом имении Сергеевское. Умер 1 декабря 1890 года, похоронен в семейном некрополе.
Тайный советник. Был награждён орденами Святого Владимира 3-й степени и Святого Станислава 1-й степени.
В память о Лопатине назван городской Лопатинский сад в Смоленске, где в 2015 году ему был установлен памятник.